# 茲加爾塔

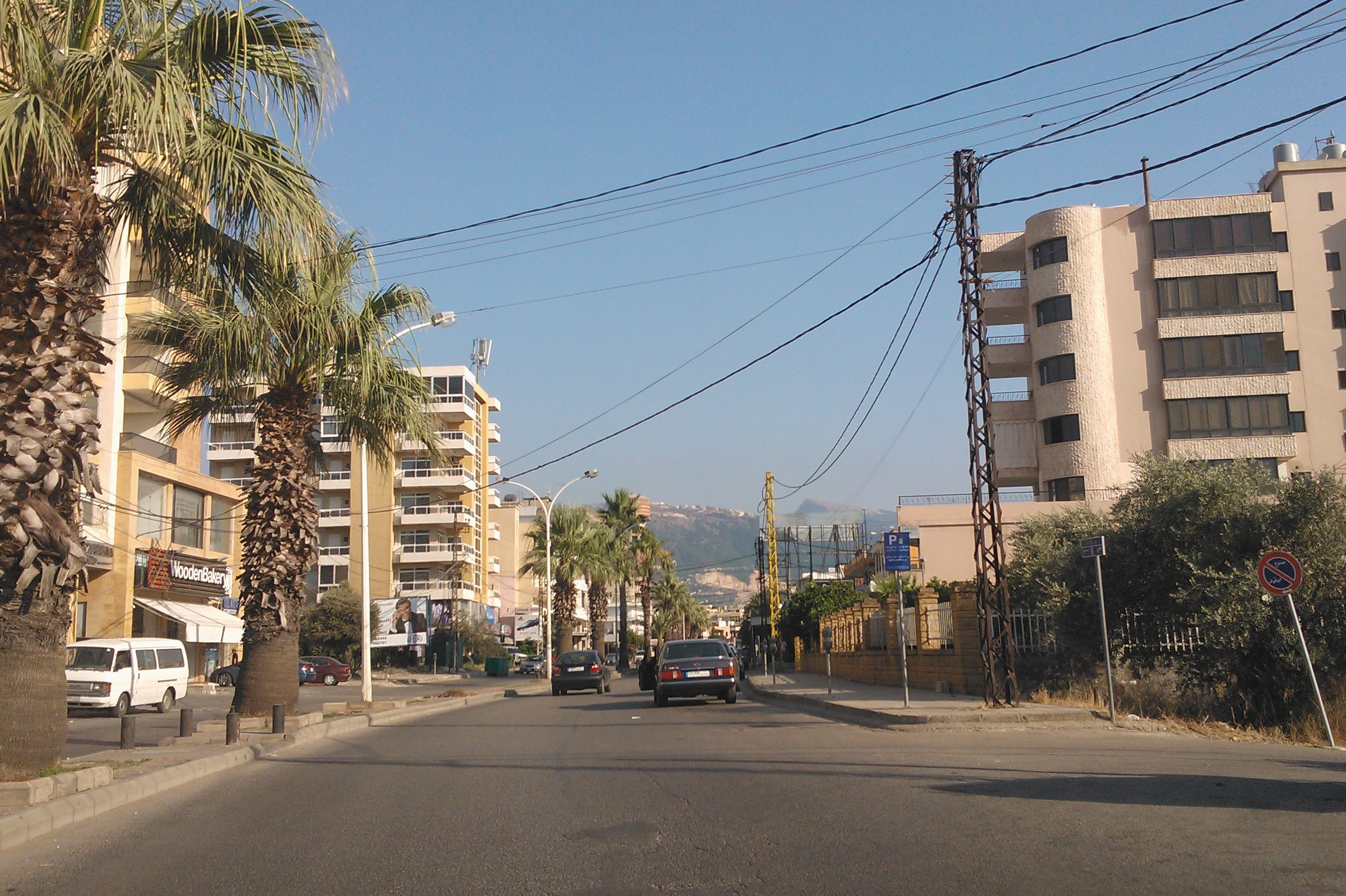
茲加爾塔

茲加爾塔是黎巴嫩的城鎮，由北部省負責管轄，位於該國西北部，距離首府的黎波里7公里，面積3平方公里，海拔高度150米，人口70,000。
34°24′N 35°54′E / 34.400°N 35.900°E